# Hamataliwa grisea
Hamataliwa grisea är en spindelart som beskrevs av Eugen von Keyserling 1887. Hamataliwa grisea ingår i släktet Hamataliwa och familjen lospindlar. Inga underarter finns listade i Catalogue of Life.